# Juan Carlos Messier
Juan Carlos Messier (Santa Marta, Magdalena, Colombia, 29 de julio de 1974) es un actor colombiano de ascendencia francesa. Se dio a conocer como 'Andy' en la exitosa telenovela juvenil de Nickelodeon Isa TK+.

## Trayectoria
Juan Carlos Messier comenzó su carrera artística en el año 2005, haciendo comerciales de televisión para varias marcas y productos reconocidos. Toca guitarra y practica artes marciales desde los 13 años. En 2007 grabó su primer programa de televisión llamado "La Séptima Puerta" en el que interpretó el papel de un médico. Luego de este comienzo en la pantalla chica, participó en series como Padres e Hijos, Mujeres al límite y la más reciente y exitosa Isa TK+ para Nickelodeon, en la que interpretó al profesor de teatro Andy Rocca. En su trayectoria como actor en diferentes telenovelas, se destacan interpretaciones como: Germán Otero en "Los Infiltrados", Daniel San Miguel en "Santísimas", Ricardo Fontanarosa en "Tres Milagros", Eulalio en "Oye Bonita", Manuel Villa en "Correo de Inocentes", Héctor Name en "Tierra de Cantores", Pascual en "Amor en Custodia" entre otras. En estos momentos se encuentra grabando "El Héroe Discreto" novela de Vargas Llosa para Canal Caracol TV.

## Filmografía

### Televisión
| Año       | Título                                | Personaje                                            | Canal                       |
| --------- | ------------------------------------- | ---------------------------------------------------- | --------------------------- |
| 2023      | Pálpito                               | Tulio Camacho                                        | Netflix                     |
| 2022      | Entre sombras                         | Antonio Restrepo                                     | Caracol Televisión          |
| 2022-2023 | Dejémonos de Vargas                   | Iriarte                                              | Canal RCN                   |
| 2022      | Arelys Henao: canto para no llorar    | Nicolás Rubiano                                      | Caracol Televisión          |
| 2021      | Natalia. crimen y castigo             | Albelardo de la Espriela                             | Telecafé                    |
| 2021      | Mil colmillos                         | Dominguez                                            | HBO Max                     |
| 2021      | El Cartel de los Sapos: el origen     | Coronel Belalcázar                                   | Netflix                     |
| 2021      | Así es la vuelta                      | Rodolfo                                              | Canal Capital               |
| 2020      | Testosterona Pink 2                   | Germán Antonio                                       | Caracol Play                |
| 2020      | Manual para Galanes                   | Ernesto                                              | Claro Vídeo                 |
| 2020      | Enfermeras                            | Jorge Rujeles                                        | Canal RCN                   |
| 2020      | Perdida                               | Cruz Alfonso Ochoa                                   | Antena 3                    |
| 2020      | Pa' quererte                          | Guillermo Bautista                                   | Canal RCN                   |
| 2020      | Decisiones: Unos ganan, otros pierden | Octavio Molina                                       | Telemundo                   |
| 2019-2020 | El general Naranjo                    | Coronel Sepúlveda                                    | Fox Premium                 |
| 2019      | La casa de colores                    | Jose                                                 | Teleantioquia               |
| 2019      | Las muñecas de la mafia 2             | Raúl Jiménez                                         | Caracol Televisión          |
| 2019      | La gloria de Lucho                    | Coronel Víctor Prieto                                | Caracol Televisión          |
| 2019      | El Bronx                              | Alfredo Venegas                                      | Caracol Televisión          |
| 2017      | La luz de mis ojos                    | Eduardo Bula                                         | Canal RCN                   |
| 2017      | Testosterona Pink                     | German Antonio                                       | Caracol Play                |
| 2017      | Narcos                                | Gustavo Calderon                                     | Netflix                     |
| 2016-2017 | Cuando vivas conmigo                  | Claudio                                              | Caracol Televisión          |
| 2016-2017 | La ley del corazón                    | Mathias                                              | Canal RCN                   |
| 2015      | Dulce amor                            | Fernando Mánager                                     | Caracol Televisión          |
| 2015      | Laura, la santa colombiana            | Adolfo Peña                                          | Caracol Televisión          |
| 2015      | Secretos del paraiso                  | Marcelo                                              | Canal RCN                   |
| 2015      | La esquina del diablo                 | Daniel Ortega                                        | UniMas                      |
| 2015      | Tiro de gracia                        | Cardenal                                             | Caracol Televisión          |
| 2014      | Metástasis                            | Ernesto Medina                                       | UniMas                      |
| 2014      | La viuda negra                        | Señor Restrepo                                       | UniMas                      |
| 2014      | La playita                            | Elmer                                                | Canal RCN                   |
| 2013-2014 | 5 viudas sueltas                      | Ernesto                                              | Caracol Televisión          |
| 2013      | Tres Caínes                           | Alberto Otero (Fernando Botero Zea)                  | Canal RCN                   |
| 2012      | Historias clasificadas                | 1 episodio La novia de mi hermano - Amigo del muerto | Canal RCN                   |
| 2012      | Escobar, el patrón del mal            | Pablo Correa Arroyave                                | Caracol Televisión          |
| 2012      | Amor de Carnaval                      | Nicolás Diruyeiro                                    | Caracol Televisión          |
| 2012      | Las santísimas                        | Daniel Sanmiguel                                     | Canal RCN                   |
| 2011-2012 | Tres Milagros                         | Ricardo Fontanarrosa                                 | Canal RCN                   |
| 2011-2012 | Correo de inocentes                   | Manuel Villa                                         | Canal RCN                   |
| 2011      | Infiltrados                           |                                                      | Caracol Televisión          |
| 2010      | Mujeres al límite                     | German                                               | Caracol Televisión          |
| 2010      | Tierra de cantores                    |                                                      | Caracol Televisión          |
| 2010      | Los caballeros las prefieren brutas   | Eliseo                                               | Caracol Televisión          |
| 2010      | Amor sincero                          | Silvio Andrade                                       | Canal RCN                   |
| 2010      | Isa Tk+                               | Andy Roca                                            | Nickelodeon (Latinoamérica) |
| 2010      | Doña bella                            |                                                      | Canal RCN                   |
| 2009-2010 | Amor en custodia                      | Pascual Shewin                                       | Canal RCN                   |
| 2008-2010 | Oye bonita                            | Eulalio                                              | Caracol Televisión          |
| 2008-2009 | La quiero a morir                     |                                                      | Caracol Televisión          |
| 2008-2009 | Aquí no hay quien viva                | Alfredo                                              | Canal RCN                   |
| 2003      | Pedro el escamoso                     | Ricardo Mejía                                        | Caracol Televisión          |

## Premios y nominaciones

### Premios TVyNovelas
| Año  | Categoría                            | Telenovela o Serie | Resultado |
| ---- | ------------------------------------ | ------------------ | --------- |
| 2016 | Mejor actor antagónico de serie      | Tiro de gracia     | Nominado  |
| 2014 | Mejor actor de reparto de telenovela | 5 viudas sueltas   | Nominado  |